# Вулиця Героїв Національної гвардії України (Хмельницький)
Вулиця Героїв Національної гвардії України — вулиця в Хмельницькому, розташована в масиві приватної та малоквартирної забудови вздовж річки Плоскої, на межі з районом Ближніх Гречан. Пролягає від вулиці Проскурівського підпілля до кінця забудови (до берегів річки Плоскої).

## Історія
Виникла у 1958—1959 роках під час забудови нового житлового масиву на колишній болотяній місцевості річкової долини Плоскої. Свою попередню назву — Будівельників — отримала тому, що серед перших жителів та забудовників переважали родини працівників будівельних установ.
У березні 2024 року вулицю перейменовано на честь Національної гвардії України, увіковічнивши пам'ять всіх загиблих військовослужбовців, які несли службу в різних підрозділах Національної Гвардії.